# 市川まどか
市川 まどか（いちかわ まどか、1978年4月17日 - ）は、エフエム群馬のラジオパーソナリティ。群馬県高崎市出身。
男女の双子として誕生。

## 趣味
お風呂
映画鑑賞
ライブ
屋台で飲むこと 

## 主な担当番組
- 月刊！ラジ・ヴィアン
- となりの＊ロック
- Vitamin cafe
- 柴崎龍吾の「子どもは社会の鏡」
- 北関 THE NEXT
- 大谷ノブ彦 金曜ダイジョーブ!